# 여자를 울려
《여자를 울려》는 2015년 4월 18일부터 2015년 8월 30일까지 방영된 MBC 주말연속극이다.

## 줄거리
아들을 잃은 한 여자가 자신의 삶을 꿋꿋이 살아가는 과정과 그를 둘러싼 재벌가 집안을 배경으로 인물들의 사랑과 갈등, 용서를 그린 드라마.

## 등장인물

### 주요 인물
- 김정은 : 정덕인 역

전직 강력반 여형사 출신
- 송창의 : 강진우 역

우진F&T의 3남이자 고등학교 교사.
- 하희라 : 나은수 역

우진F&T의 맏며느리이자 현서의 모친.
- 이태란 : 최홍란 역

우진F&T의 둘째며느리이자 민서의 모친.
- 오대규 : 강진명 역

우진F&T의 차남.
- 이순재 : 강태환 역

우진F&T의 회장. 사망

### 우진F&T
- 서우림 : 민정숙 역

우진F&T의 안주인이자 사학재단 이사장.
- 최종환 : 강진한 역

죽은줄 알았던 우진F&T의 장남이자 은수의 남편.
- 한이서 : 강진희 역

우진F&T의 장녀이자 막내.
- 박상현 : 강현서 역

우진F&T 회장인 태환과 정숙의 장손이자 진한과 은수의 아들.
- 신지운 : 강민서 역

우진F&T 회장인 태환과 정숙의 두번째 손자이자 진명과 홍란의 아들.
- 한도우 : 강윤서 역

우진F&T 회장인 태환과 정숙의 세번째 손자이자 진우의 아들.

### 덕인 주변 인물
- 김지영 : 복례 역 - 덕인의 시어머니, 경철의 모친.
- 진선규[1] : 황경수 역 - 복례의 장남이자 후일 피자집 사장.
- 인교진 : 황경철 역[2] - 복례의 차남이자 덕인의 전남편으로 회계사.
- 지일주 : 황경태 역 - 복례의 3남이자 매니저.
- 한보배 : 황경아 역 - 복례의 장녀이자 미용사.

### 그 외 인물
- 김해숙 : 박화순 역

20대 초반때 덕인을 버렸던 덕인의 모친.
- 최예진 : 현복 역

진한을 살려준 현재의 진한의 처.
- 이다인 : 박효정 역

간호사.
- 김진성 : 황정훈 역

윤서의 학교폭력으로 못이겨 도망가다가 교통사고로 사망한 경철과 덕인의 아들.
- 유승봉 : 교감선생님 역

우진F&T의 소속이자 윤서가 다니는 학교 교감선생님.
- 김하린 : 예정 역

우진F&T 소속이자 윤서가 다니는 학교 영어선생님.
- 김주엽 : 김현진 역
- 박천국 : 박호식 역
- 소준형 : 장정수 역
- 오찬영 : 홍정호 역
- 나효인 : 민우 역
- 이민수 : 병수 역
- 이승현 : 용구 역
- 정현석
- 박건락
- 조우진
- 이설구
- 장명갑
- 하수호[3]
- 한여울
- 정영금
- 김익태
- 한근섭 : 웨이터 역
- 지성환

### 특별 출연
- 이계인 : 정수 부 역
- 정욱 : 백 회장 역
- 김남건
- 조현결
- 김해나
- 이현걸
- 김희라

## 시청률
최저 시청률과 최고 시청률은 시청률 조사회사와 지역별로 시청률에 차이가 있을 수 있습니다.
| 2015년      | 2015년      | 2015년         | 2015년       | 2015년         | 2015년       |
| 회차        | 방송일      | TNmS 시청률    | TNmS 시청률  | AGB 시청률     | AGB 시청률   |
| 회차        | 방송일      | 대한민국(전국) | 서울(수도권) | 대한민국(전국) | 서울(수도권) |
| ----------- | ----------- | -------------- | ------------ | -------------- | ------------ |
| 제1회       | 4월 18일    | 15.3%          | 16.2%        | 15.0%          | 16.1%        |
| 제2회       | 4월 19일    | 17.9%          | 19.5%        | 18.4%          | 18.7%        |
| 제3회       | 4월 25일    | 15.1%          | 15.8%        | 14.5%          | 15.6%        |
| 제4회       | 4월 26일    | 17.9%          | 19.8%        | 17.7%          | 18.8%        |
| 제5회       | 5월 2일     | 15.8%          | 18.2%        | 14.8%          | 15.4%        |
| 제6회       | 5월 3일     | 17.1%          | 18.5%        | 18.2%          | 19.5%        |
| 제7회       | 5월 9일     | 17.0%          | 18.9%        | 15.3%          | 16.3%        |
| 제8회       | 5월 10일    | 17.4%          | 18.6%        | 17.4%          | 18.7%        |
| 제9회       | 5월 16일    | 14.9%          | 16.3%        | 15.0%          | 16.0%        |
| 제10회      | 5월 17일    | 17.7%          | 19.7%        | 18.2%          | 19.3%        |
| 제11회      | 5월 23일    | 15.3%          | 16.6%        | 14.6%          | 15.6%        |
| 제12회      | 5월 24일    | 18.7%          | 19.9%        | 17.2%          | 17.9%        |
| 제13회      | 5월 30일    | 16.1%          | 16.6%        | 15.8%          | 16.4%        |
| 제14회      | 5월 31일    | 19.5%          | 21.8%        | 18.7%          | 20.2%        |
| 제15회      | 6월 6일     | 15.5%          | 17.1%        | 16.6%          | 16.6%        |
| 제16회      | 6월 7일     | 18.9%          | 20.3%        | 20.2%          | 21.3%        |
| 제17회      | 6월 13일    | 16.1%          | 18.3%        | 16.8%          | 18.6%        |
| 제18회      | 6월 14일    | 19.9%          | 22.4%        | 20.3%          | 21.6%        |
| 제19회      | 6월 20일    | 17.2%          | 18.1%        | 17.7%          | 18.9%        |
| 제20회      | 6월 21일    | 20.3%          | 20.6%        | 20.9%          | 21.8%        |
| 제21회      | 6월 27일    | 18.3%          | 20.1%        | 17.9%          | 19.0%        |
| 제22회      | 6월 28일    | 20.1%          | 21.8%        | 20.4%          | 21.7%        |
| 제23회      | 7월 4일     | 18.9%          | 20.4%        | 18.8%          | 19.0%        |
| 제24회      | 7월 5일     | 19.9%          | 22.3%        | 21.0%          | 22.0%        |
| 제25회      | 7월 11일    | 18.9%          | 21.0%        | 18.7%          | 19.2%        |
| 제26회      | 7월 12일    | 21.1%          | 22.7%        | 23.0%          | 23.8%        |
| 제27회      | 7월 18일    | 19.8%          | 21.3%        | 19.6%          | 20.2%        |
| 제28회      | 7월 19일    | 21.2%          | 22.6%        | 21.8%          | 22.5%        |
| 제29회      | 7월 25일    | 19.8%          | 21.8%        | 19.0%          | 19.9%        |
| 제30회      | 7월 26일    | 20.4%          | 22.4%        | 22.1%          | 21.7%        |
| 제31회      | 8월 1일     | 18.4%          | 20.5%        | 19.3%          | 20.3%        |
| 제32회      | 8월 2일     | 21.2%          | 22.5%        | 22.7%          | 23.5%        |
| 제33회      | 8월 8일     | 18.3%          | 19.1%        | 18.8%          | 19.5%        |
| 제34회      | 8월 9일     | 21.3%          | 21.9%        | 24.2%          | 25.3%        |
| 제35회      | 8월 15일    | 17.7%          | 19.5%        | 19.5%          | 20.6%        |
| 제36회      | 8월 16일    | 24.0%          | 25.1%        | 24.1%          | 24.6%        |
| 제37회      | 8월 22일    | 18.1%          | 18.9%        | 19.3%          | 20.3%        |
| 제38회      | 8월 23일    | 21.9%          | 23.7%        | 22.8%          | 23.6%        |
| 제39회      | 8월 29일    | 21.4%          | 23.1%        | 21.3%          | 22.0%        |
| 제40회      | 8월 30일    | 23.7%          | 25.2%        | 25.5%          | 26.7%        |
| 평균 시청률 | 평균 시청률 | 18.7%          | 20.2%        | 19.1%          | 20.0%        |

## 수상
- 2015년 MBC 연기대상 연속극 부문 남자 최우수연기상 송창의
- 2015년 MBC 연기대상 연속극 부문 여자 최우수연기상 김정은
- 2015년 MBC 연기대상 올해의 작가상 하청옥

## 참고 사항
- 아들을 잃은 한 여자가 자신의 삶을 보여준다는 취지로 기획됐으나 정덕인(김정은 분)의 비중이 줄어들면서 시청자들의 원성을 샀다.[6]
- 드라마의 단골 소재인 출생의 비밀, 불륜, 암투 등 자극적이고 선정적인 이야기 구조를 앞세우면서 수동적인 여성상을 고착화시키거나 왜곡된 여성상을 부추겼다는 지적을 샀다.[7]
- 극중 나은수와 강태환 역을 맡았던 하희라와 이순재는 《사랑이 뭐길래》이후 25년만에 재회하였다.

## 경쟁 프로그램
- 한국방송공사 주말연속극 《파랑새의 집》 (KBS2, 2015년 2월 21일 ~ 2015년 8월 9일)
- 한국방송공사 주말연속극 《부탁해요, 엄마》 (KBS2, 2015년 8월 15일 ~ 2016년 2월 14일)
- SBS 주말 특별기획 드라마 《내마음 반짝반짝》 (2015년 1월 17일 ~ 2015년 4월 12일)
- SBS 주말 특별기획 드라마 《이혼 변호사는 연애중》 (2015년 4월 18일 ~ 2015년 6월 14일)
- SBS 주말 특별기획 드라마 《너를 사랑한 시간》 (2015년 6월 27일 ~ 2015년 8월 16일)
- KBS 광복70년 특별기획 대하드라마 《징비록》 (2015년 2월 14일 ~ 2015년 8월 2일)
- KBS 금토드라마 《프로듀사》 (2015년 5월 15일 ~ 2015년 6월 20일)

## 비교 드라마
- 앵그리맘 (MBC TV)